# أرض (اقتصاد)
في الاقتصاد، تشمل الأرض جميع الموارد التي تحدث بشكل طبيعي وكذلك الأرض الجغرافية. ومن الأمثلة على ذلك مواقع جغرافية معينة، والرواسب المعدنية، والغابات، والأرصدة السمكية ونوعية الغلاف الجوي، والمدارات الثابتة بالنسبة للأرض، وأجزاء من الطيف الكهرومغناطيسي. تم إصلاح توفير هذه الموارد.

## عوامل الانتاجية
تعتبر الأرض واحدة من أهم ثلاثة عوامل الإنتاج (كما تسمى أحيانا السلع المنتجة ثلاثة) جنبا إلى جنب مع العاصمة، والعمل. الموارد الطبيعية أساسية لإنتاج جميع السلع، بما في ذلك السلع الرأسمالية.في حين نوقش الدور الخاص للأرض في الاقتصاد على نطاق واسع في الاقتصاد الكلاسيكي، إلا أنه لعب دورًا بسيطًا في الاقتصاد الكلاسيكي الجديد السائد في القرن العشرين.الدخل الناتج عن ملكية أو السيطرة على الموارد الطبيعية يشار إليه باسم الإيجار . 

## ملكية
نظرًا لعدم إنشاء أي شخص للأرض، فإنه لا يملك مالكًا أو مالكًا أو مستخدمًا محددًا. 
لم يصنع الإنسان الأرض. هذا هو الميراث الأصلي للأنواع كلها.
-  جون ستيوارت ميل
ونتيجة لذلك، أدت المطالبات المتضاربة بشأن المواقع الجغرافية والودائع المعدنية تاريخياً إلى نزاعات حول إيجارها الاقتصادي وساهمت في العديد من الحروب الأهلية والثورات.
في سياق المواقع الجغرافية، يُفهم الصراع الناتج بانتظام على أنه مسألة الأرض (انظر على سبيل المثال المملكة المتحدة، جنوب إفريقيا، كندا).

## معالجة مسألة الأرض

### الإصلاح الزراعي
برامج إصلاح الأراضي مصممة لإعادة توزيع حيازة و / أو استخدام الأراضي الجغرافية.

### الجورجية
يرى الجورجيون أن هذا ينطوي على منحنى عرض غير مرن تمامًا (أي مرونة صفرية) ، مما يشير إلى أن ضريبة قيمة الأرض التي تسترد إيجار الأرض للأغراض العامة لن تؤثر على تكلفة الفرصة البديلة لاستخدام الأرض، ولكنها ستؤدي بدلاً من ذلك إلى تقليل قيمة امتلاكها. تدعم وجهة النظر هذه أدلة على أنه على الرغم من أن الأرض يمكن أن تدخل السوق أو تخرج عنه، إلا أن مخزونات السوق من الأراضي تظهر ما إذا كانت هناك علاقة عكسية بالسعر (أي المرونة السلبية).

## الأهمية
تلعب الأرض دورًا مهمًا في الاقتصاديات المتقدمة. في المملكة المتحدة، يمثل «أصل الأرض غير المنتج» 51٪ من إجمالي القيمة الصافية للبلد،  مما يعني أنه يلعب دورًا أكثر أهمية في الاقتصاد من رأس المال.

## الأكاديمية
تقدم بعض جامعات المملكة المتحدة وجامعة الكومنولث دورات في الاقتصاد العقاري، حيث تتم دراسة الاقتصاد جنبًا إلى جنب مع القانون وتنظيم الأعمال والمسح والبيئات الطبيعية والمبنية. يعود وضع الدراسة في كامبريدج إلى عام 1917 عندما اقترح وليام سيسيل دامبير إنشاء مدرسة للاقتصاد الريفي في الجامعة.

## المحاسبة
كأرض موجودات ملموسة يتم تمثيلها في المحاسبة كأصل ثابت أو أصل رأسمالي .

## الاستدامة
الاستخدام المستدام للأرض هو محور بعض النظريات الاقتصادية.